# Javier Echevarría
Javier Echevarría Rodriguez (14. června 1932, Madrid – 12. prosince 2016, Řím) byl prelát Opus Dei a titulární biskup cilibijský.

## Život
Obdržel doktoráty civilního a kanonického práva. Byl vysvěcen na kněze 7. června 1955. Echevarría pracoval blízko svatého Josemaríi jako jeho osobní sekretář od roku 1953 až do jeho smrti v roce 1975. Od roku 1966 řídil část Generální rady Opus Dei.
V roce 1975, když se stal Álvaro del Portillo nástupcem svatého Josemaríi v čele Opus Dei, byl Echevarría jmenován generálním sekretářem, do pozice, kterou před ním zastával Álvaro del Portillo. V roce 1982, když bylo zřízeno Opus Dei jako osobní prelatura, se stal jeho generálním vikářem.
Biskup Echevarría byl konzultantem Kongregace pro otázky svatořečení od roku 1981 a konzultantem Kongregace pro kněze od roku 1995.
Jeho volba a ustanovení za preláta Opus Dei Janem Pavlem II. proběhlo 20. dubna 1994. Papež ho vysvětil na biskupa 6. ledna 1995 v bazilice svatého Petra. Zemřel na svátek Panny Márie Guadelupské v nemocnici Campus Bio-Medico v Římě po hospitalizaci na plicní infekci.